# Плоскирка
Плоскирка, також плоскирка звичайна (європейська), або густера (Blicca bjoerkna) — риба родини ялецевих. Єдиний представник монотипового роду плоскирка (Blicca).

## Розповсюдження
Розповсюджена у Європі в басейнах Північного, Балтійського, Чорного, Азовського та Каспійського морів. В Україні зустрічається на всій території окрім Криму.

## Будова та спосіб життя
Довжина тіла до 35 см, вага до 400 г, іноді до 800 г. Тіло дуже сплюснуте, так що його висота становить не менш третини довжини. Відносно невеликі голова та рот, очі великі, сріблясті. Луска велика. Спинний плавець високий, анальний — довгий. Спина сіро-блакитного кольору, боки сріблясто-блакитні. Хвостовий, спинний та анальний плавці сірі, грудні та черевні — з червоним відтінком. Глоткові зуби — дворядні.
Це донна риба, що тримається великими зграями. Малорухлива. Полюбляє теплу воду з невеликою течією та мулистим або глинистим дном, плаває біля водної рослинності. Часто надовго спиняється біля крутих глинистих берегів. Велика риба тримається на глибині, молодь — ближче до берегів.
Живиться личинками комах, молюсками, водною рослинністю. Причому в раціоні невеликих особин переважають комахи та ракоподібні, дорослі ж живляться зазвичай молюсками. Впродовж року мігрує річкою — навесні вгору проти течії на нерест, взимку — вниз до моря на зимівлю. Активна і вдень, і вночі. Росте плоскирка повільно. Причому до досягнення статевої зрілості особини обох статей ростуть однаково, а потім ріст самців сповільнюється.

## Розмноження
Статевої зрілості досягає у 3 — 4 роки за довжини 12 — 14 см. Нерест починається пізно — в кінці травня або на початку червня, коли температура води досягає 16 — 18°С. Ікру відкладає на мілині на водну рослинність. Кількість ікринок залежить від розмірів риби. Нерест розпочинається ввечері, закінчується вранці.

## Значення для людини
Має гарні смакові якості. Має промислове значення, виловлюється для продажу найчастіше у в'яленому вигляді. Також є об'єктом лову рибалок-аматорів.